# Parc national d'Alutaguse
Le parc national d'Alutaguse (en estonien : Alutaguse rahvuspark) est un parc national situé au nord-est de l'Estonie. Le parc a été créé en 2018 et est le plus récent des six parcs nationaux du pays,.
Le parc couvre une superficie de 443 km². Cette région d'Alutaguse se caractérise par une faible densité de peuplement et des pourcentages élevés de paysages naturels. 54 % du parc est constitué de tourbières et 42 % de paysages forestiers.
De nombreuses espèces rares vivent dans le parc, notamment l'écureuil volant, le lagopède des saules et la cigogne noire.

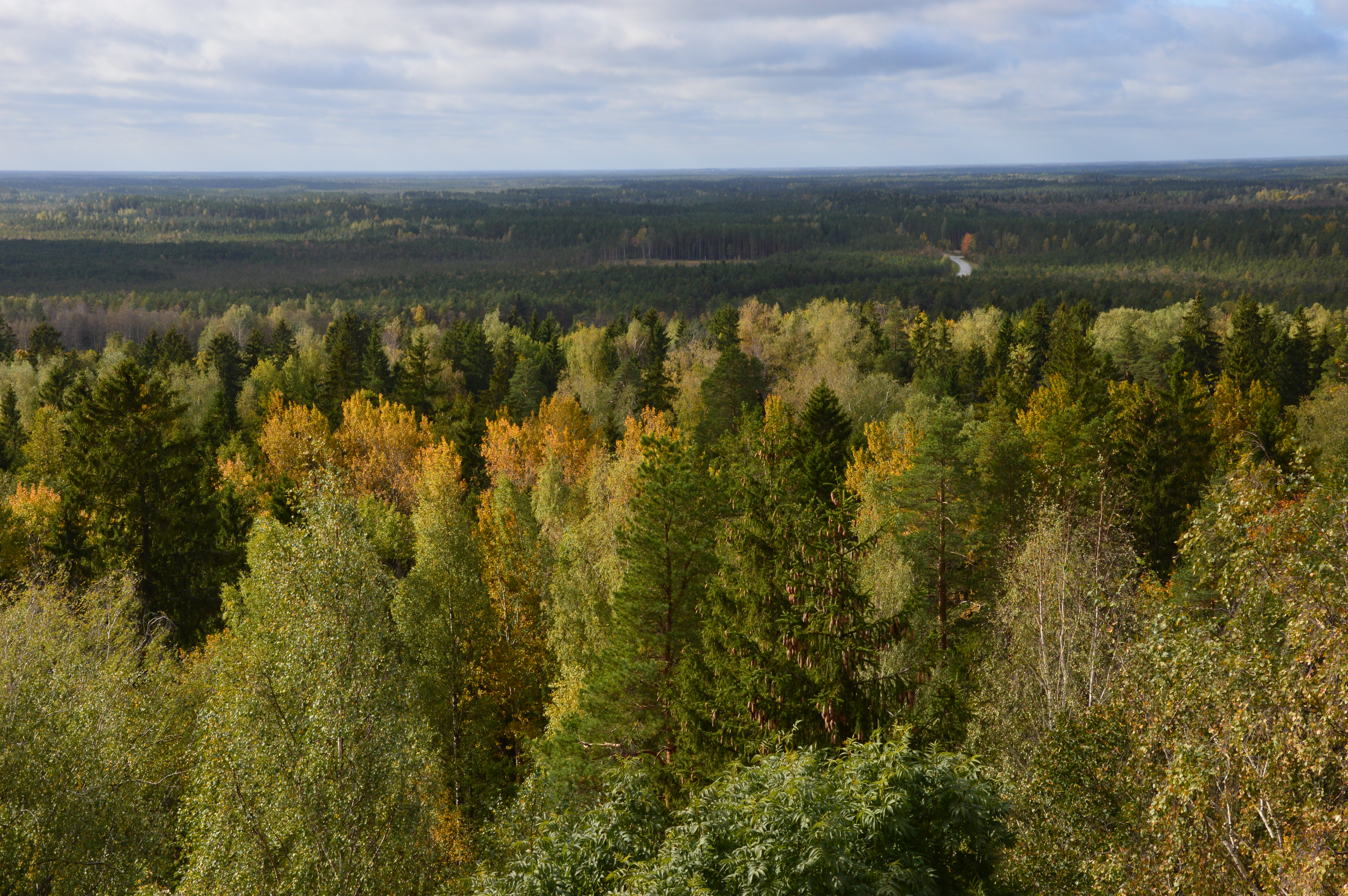
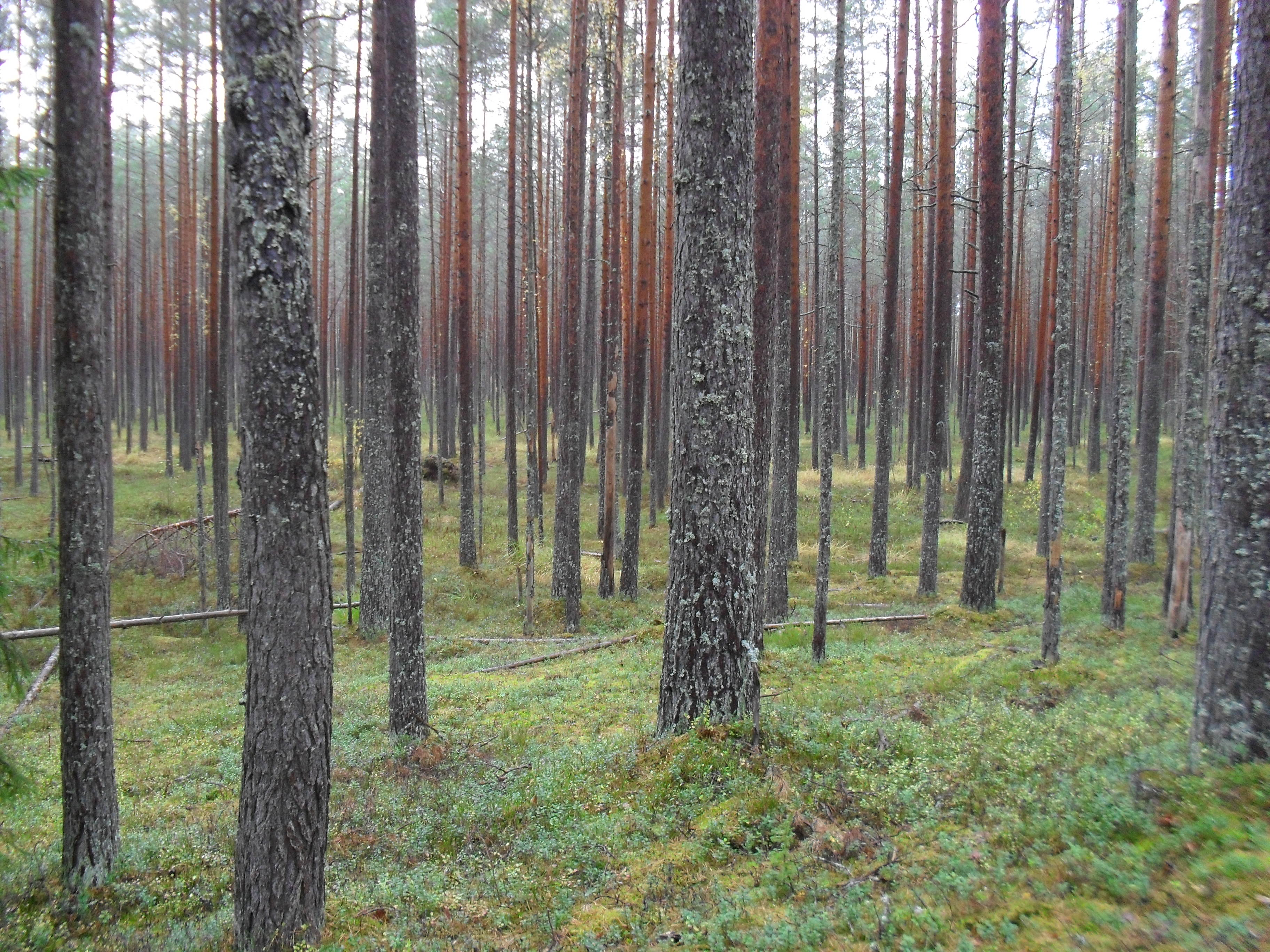
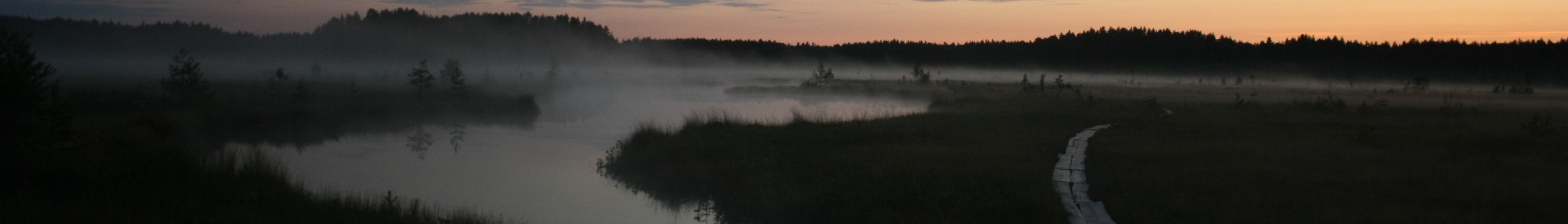